# Mohammed Amer
Mohammed "Mo" Amer (en árabe: محمد عامر‎; nacido en Kuwait el 24 de julio de 1981) es cómico monologuista y escritor estadounidense de origen palestino. Adquirió fama gracias a sus frecuentes apariciones en los shows de Dave Chappelle, con quien ha colaborado en más de 600 ocasiones. Sus actuaciones más conocidas son las realizadas en The Vagabond, un especial de Netflix sobre él, y como miembro del trío cómico Allah Made Me Funny, así como por su aparición en la serie de televisión Ramy interpretando a Mo, el primo del protagonista. También ha aparecido en la película Black Adamy y ha creado su propia serie en Netflix, Mo, en la que refleja sus experiencias como refugiado palestino en los Estados Unidos.

## Infancia y adolescencia
Amer es el más joven de seis hermanos de origen palestino. El padre de Amer era originario de la ciudad cisjordana de Burin, cerca de Nablus, y trabajó como ingeniero para la Kuwait Oil Company, y fue en la propia ciudad de Kuwait donde nació Mohammed. En octubre de 1990, durante la Guerra del Golfo, un joven Mohammed Amer de tan solo nueve años huyó de Kuwait junto con su hermana Haifa, su hermano Amer y su madre. Emigraron a los Estados Unidos y se asentaron en Houston, Texas.
Dos años después, en 1992, el padre de Mohammed se les unió en los Estados Unidos. Mohammed fue a la escuela privada Piney Point Elementary mientras sus hermanos mayores estudiaban en el extranjero. Su hermano Omar es piloto, mientras que otro hermano, Amer (que después se cambiaría el apellido a Najjar), tiene un doctorado en bioquímica. Su padre murió en 1995, cuando Mohammed tenía 14 años, lo que afectó duramente a su rendimiento escolar, que pasó de sobresaliente a suspenso.

## Carrera
El hermano mayor de Mohammed Amer le llevó a ver a Bill Cosby al Astrodome de Houston cuando Mohammed tenía 10 años. Cuatro años después descubrió los monólogos humorísticos en un rodeo en Texas.
Después de la muerte de su padre, Mohammed comenzó a escaparse del instituto y a realizar viajes a México con sus amigos sin la autorización de su madre. Una profesora de inglés llegó a un trato con él que consistía en que si él interpretaba un monólogo de William Shakespeare frente a la clase, ella le permitiría retomar el curso en el momento en el que comenzó sus ausencias y le dejaría interpretar monólogos cómicos frente a sus compañeros cada viernes. Mohammed Amer se graduó y se centró en su pasión. Comenzó a participar y a tener papeles protagonistas en obras de teatro del instituto y a realizar monólogos en los que se hacía pasar por familiares, algo que fue perfeccionando con los años. Por las noches actuaba en los clubes de comedia de Houston tanto como podía para pulir su interpretación, mientras que de día trabajaba en una fábrica de banderas de un amigo de la familia.
En junio de 1999, con 17 años, Amer participó en el concurso Houston's Funniest Person, en el que llegó a la final. Allí, otro cómico le recomendó The Comedy Showcase como la mejor sala de comedia para comenzar su carrera. El dueño de esta sala, Danny Martinez, le aconsejó y enseñó cómo hacer monólogos cómicos. Con 19 años comenzó a actuar para las tropas estadounidenses destinadas en Italia y Alemania.

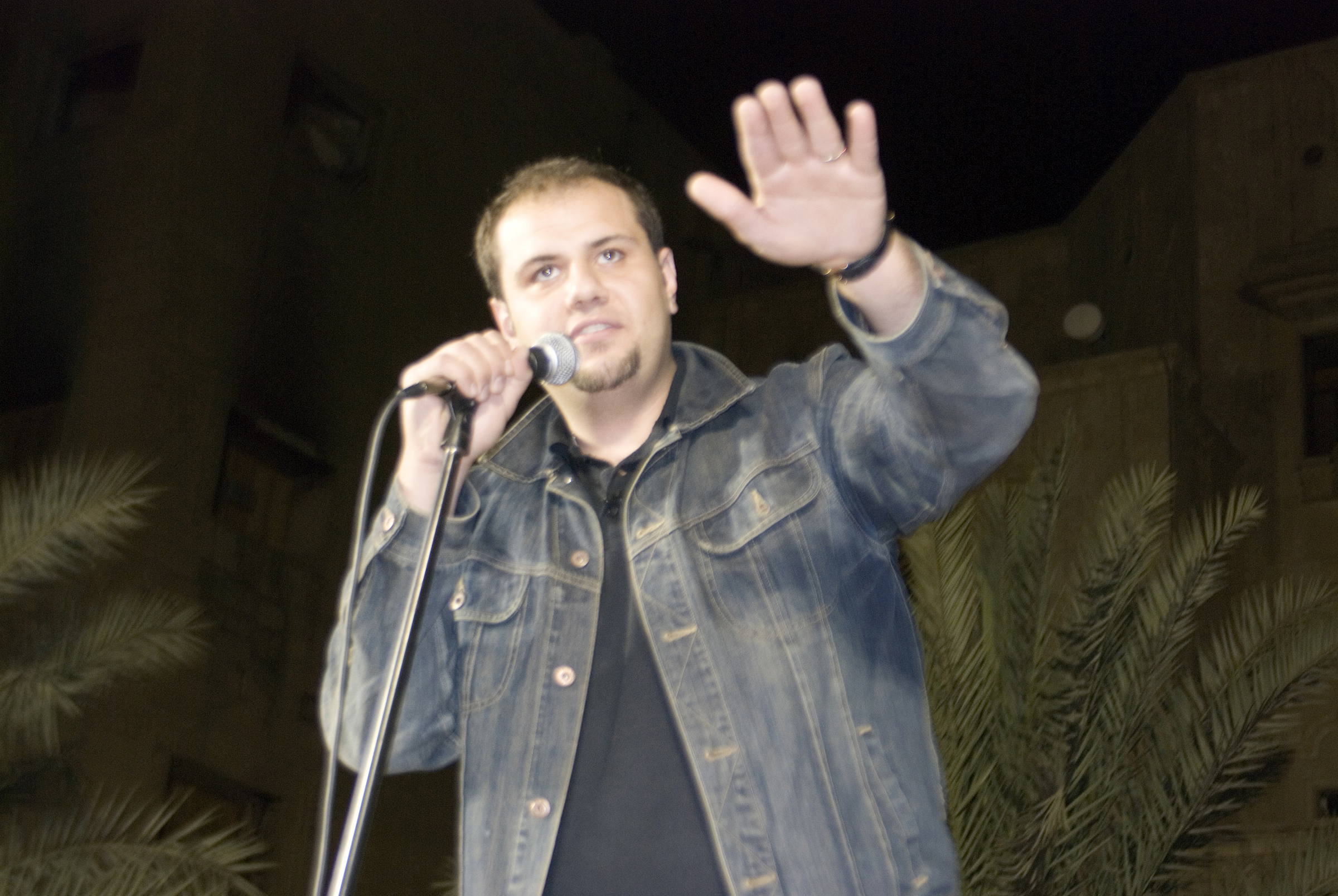
Mohammed Amer durante una actuación en Bagdad (2009).

Mohammed Amer ha realizado giras humorísticas en 27 países de los cinco continentes, en países tales como Alemania, Italia, Japón, Corea del Sur y Baréin. Desde 2006, también ha formado parte del grupo de cómicos musulmanes Allah Made Me Funny (Alá me hizo gracioso) junto con Preacher Moss y Azhar Usman. En cuanto a los escenarios, Mohammed Amer ha actuado en numerosos recintos por todo el mundo, incluyendo el Royal Albert Hall y el Hammersmith Apolo (Londres), el Acer Arena (Sídney), el Teatro Nelson Mandela (Johannesburgo), el Shrine Auditorium (Los Ángeles), el Festival de las Artes de Malmö (Suecia), el Amman Stand-up Comedy Festival (Jordania) y el festival World's Funniest Island (Australia). Mo Amer ha sido entrevistado en televisiones y radios de todo el mundo, incluyendo la NPR, la BBC y la CNN. Ha aparecido en televisión, ha protagonizado películas independientes y le han entrevistado en más de 100 medios de comunicación mundiales como The New York Times, Rolling Stone o The Guardian. También se ha convertido en el único cómico árabe-estadounidense que ha aparecido en Al-Bernameg con Bassem Youssef, una versión de The Daily Show en Egipto.
En 2004 actuó en The Comedy Festival en Las Vegas, Nevada. En abril de 2007 actuó en el Islamic Relief Evening of Inspiration en el Royal Albert Hall de Londres. En julio de 2008 actuó en la Islam Expo en Olympia, Londres. En octubre de ese mismo año interpretó sus monólogos en el Global Peace and Unity Event, celebrado en el Centro de Exposiciones ExCeL de Londres.
En junio de 2013, Amer apareció en un especial de la CBS sobre religiones titulado What's So Funny About Religion?. Amer rodó su primer documental cómico en solitario con la duración de una película, en el que colaboró con su compañero Azhar Usman (del trío cómico Allah Made Me Funny), coproducido por ambos a través de una empresa de propiedad conjunta, Kalijaga Media LLC. El 3 de mayo de 2015, Amer grabó un especial de una hora, titulado Legally Homeless, en el Warner Theatre, convirtiéndose así en el primer árabe-estadounidense que protagonizaba su propio especial de monólogos de una hora televisado a nivel nacional. El título del espectáculo proviene del hecho de que Amer ha viajado por más de 20 países sin pasaporte (debido a su origen palestino) y se ha movido entre diversas culturas mientras crecía en los EE. UU. Legally Homeless incluye apariciones de otros cómicos como Azhar Usman, Bassem Youssef, Hasan Minhaj, Ramy Youssef o el rapero independiente Brother Ali.
Entre el 10 y el 13 de agosto de 2015, Mohammed Amer viajó junto con Bob Alper y Ahmed Ahmed a Ramala, Palestina, donde actuaron durante cuatro noches. Amer también ha coescrito un guion adaptado de cine junto con el galardonado director Iman Zawahry y su compañero cómico Azhar Usman. En octubre de 2015, Amer comenzó a realizar una gira como telonero de Dave Chappelle a lo largo de los EE. UU., llegando a aparecer en más de 600 colaboraciones. En una de ellas, realizada en el Radio City Music Hall de Nueva York, compartió escenario con Jon Stewart, Chance the Rapper, Lauryn Hill, Childish Gambino, Trevor Noah, Hannibal Buress y Ali Wong.
En marzo de 2017, Mohammed Amer hizo su debut en The Late Show with Stephen Colbert. El 6 de junio de 2017, la revista Rolling Stone lo incluyó en un artículo titulado Diez cómicos que debes conocer. Grabó su primer especial de comedia para Netflix el 27 de junio de 2018 en el Paramount Theatre de Austin, Texas. También en 2018, Amer pasó a formar parte del reparto de la serie de televisión Ramy, protagonizada por Ramy Youssef, y en la que Mohammed Amer interpreta al primo de Ramy, Mo, que regenta un restaurante donde muchos de los personajes de la serie suelen quedar.
El 27 de junio de 2018, Amer grabó su primer especial cómico para Netflix en el Paramount Theatre de Austin, Texas. Apareció en esta plataforma ese mismo 2018 con el nombre de Mo Amer: The Vagabond, y fue seguido en 2021 por un nuevo especial llamado Mohammed in Texas. Unos años después, en 2022, creó y protagonizó su propia serie para Netflix, llamada también Mo y basada en sus propias experiencias como refugiado palestino en los Estados Unidos.

## Estilo
El trabajo de Amer promueve el arte y el entendiendo entre las distintas culturas del mundo, y su entorno cultural y familiar le sitúa en posición de poder hablar sobre asuntos como la religión, el terrorismo o la política actual a través de historias personales. Habla de su origen palestino, de historias familiares y de su crecimiento y formación como estadounidense.

## Vida personal
Mohammed Amer vive en Los Ángeles, California, junto con su mujer de origen mexicano y su hijastra. En 2009, tras diecinueve años en los Estados Unidos, obtuvo la nacionalidad estadounidense, lo que le permitió viajar a Amán, Jordania, y realizar así a una visita a su familia en Palestina, a la que no había visto en los últimos 20 años. También aprovechó para volver a visitar Kuwait y Bagdad por primera vez desde que su familia se vio obligada a huir.